# Calligraphie mongole
La calligraphie mongole est une calligraphie adaptée à l'écriture mongole, qui, comme les autres calligraphies d'extrême orient est exécutée avec un pinceau.

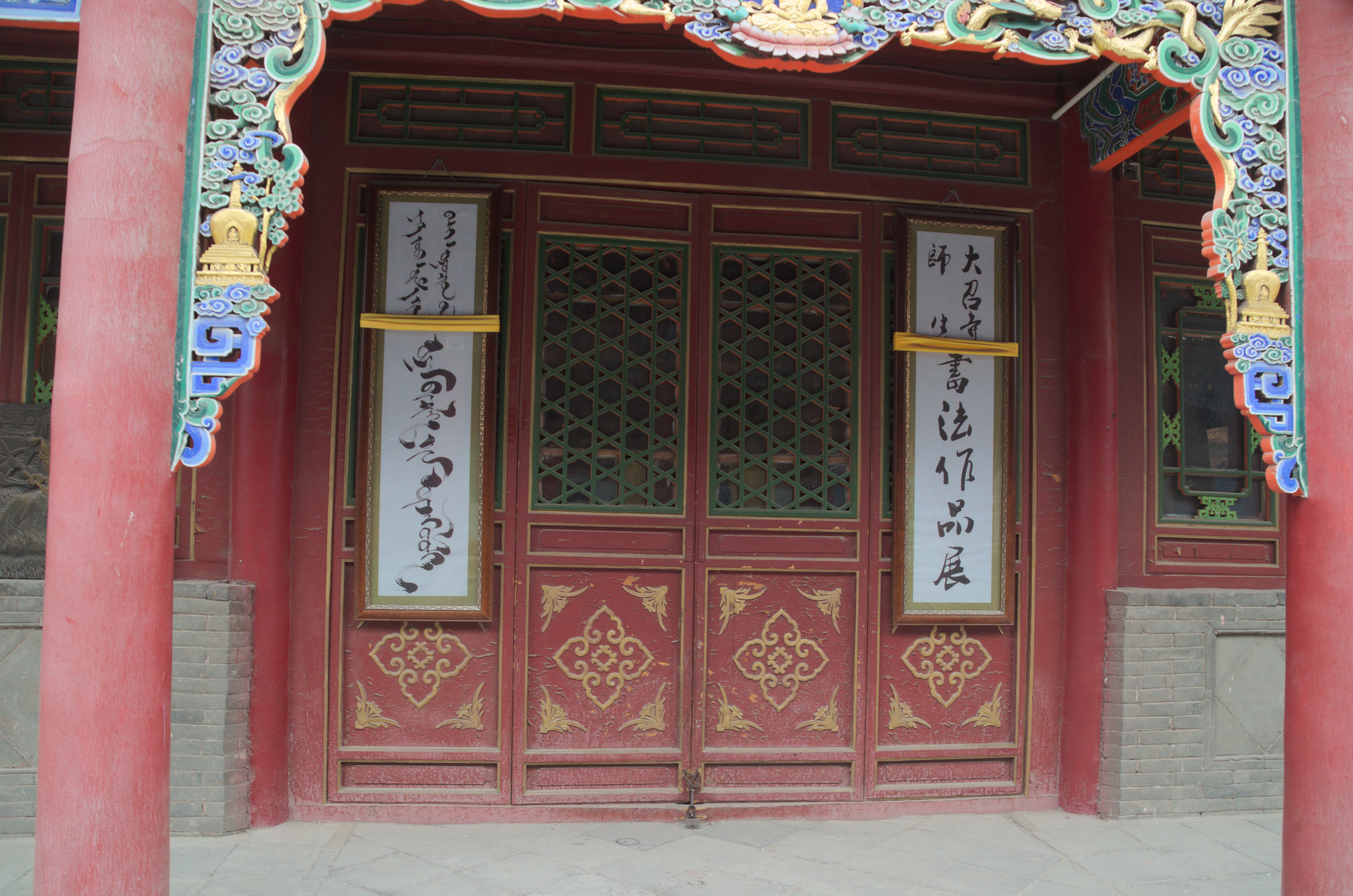
Calligraphie mongole et chinoise sur un temple bouddhiste de Hohhot.